# Paul Åberg (ingenjör)
Paul Wilhelm Åberg, född 28 september 1896 i Malmö Sankt Petri församling, Malmö, död 17 januari 1961 i Danderyds församling, Stockholms län, var en svensk ingenjör. 
Åberg var son till Gusten Åberg. Efter avgångsexamen från Kungliga Tekniska högskolan i Stockholm 1921 var Åberg assistent där 1921–1923, konstruktör vid Götaverken 1925, vid Nydqvist & Holm 1926–1929, inspektör vid Transatlantic 1929–1933 och lärare vid tekniska läroverket i Malmö 1933–1935. Han var konstruktör vid AB Spontan (se Fredrik Ljungström) 1935–1937, vid Svenska Flygmotor AB 1937–1945 och slutligen professor i förbränningsmotorteknik vid Kungliga Tekniska högskolan från 1945. 
Paul Åberg är begravd på Sankt Pauli norra kyrkogård i Malmö.